# CNR Corporation Limited
CNR Corporation Limited (CNR) foi a principal fabricante chinesa de locomotivas e material rodante para o mercado chinês. A empresa também exportou para mais de 80 países, incluindo Argentina, Austrália, Brasil, França, Hong Kong, Nova Zelândia, Arábia Saudita, Taiwan e Turquia.
Originalmente era uma holding formada por 18 empresas ferroviárias, porém em 1 de junho de 2015, a empresa se fundiu com a CSR Corporation Limited para formar a CRRC.
No Brasil a empresa forneceu novos TUEs para a SuperVia e para o Metrô do Rio de Janeiro, pela sua subsidiária CNR Changchun Railway Vehicles.